# Cleome yunnanensis
Cleome yunnanensis là một loài thực vật có hoa trong họ Màng màng. Loài này được W.W.Sm. mô tả khoa học đầu tiên năm 1920.